# Edward Peter Cullen
Edward Peter Cullen (Filadelfia, 15 marzo 1933 – Allentown, 9 maggio 2023) è stato un vescovo cattolico statunitense.

## Biografia
Monsignor Edward Peter Cullen nacque a Filadelfia il 15 marzo 1933 ed era il secondo dei cinque figli di Edward Peter Cullen e Julia Catherine (nata Leahy), due cattolici di origini irlandesi. Crebbe a Yeadon insieme alla sorella maggiore, Joan, e ai tre fratelli più giovani, Joseph, James e John.

### Formazione e ministero sacerdotale
Frequentò la West Philadelphia Catholic High School for Boys. Giocava a calcio e praticava l'atletica leggera. Era coinvolto anche nelle attività del giornale della scuola e lavorò come cassiere in un supermercato Acme. Dopo il diploma studiò ingegneria presso il Drexel Institute of Technology di Filadelfia.
Nel 1953 entrò nel seminario "San Carlo Borromeo" di Overbrook dove nel 1958 ottenne un Bachelor of Arts.
Il 23 settembre 1961 fu ordinato diacono per l'arcidiocesi di Filadelfia da monsignor Francis James Furey, vescovo ausiliare di Filadelfia. Il 19 maggio successivo fu ordinato presbitero nella cattedrale arcidiocesana da monsignor John Joseph Krol, arcivescovo metropolita di Filadelfia. In seguito fu vicario parrocchiale della parrocchia di Santa Maria Goretti a Hatfield per tre anni e poi della parrocchia di San Bartolomeo a Filadelfia.
L'arcivescovo Krol lo inviò a studiare lavoro sociale presso l'Università della Pennsylvania. Nel 1970 conseguì il Master of Social Work. A questo seguì un master in educazione religiosa conseguito presso l'Università La Salle di Filadelfia nel 1971 e un Master of Divinity conseguito nel seminario "San Carlo Borromeo" di Overbrook nel 1974. Dal 1979 al 1993 fu cappellano della St. Edmond's Home for Children a Bryn Mawr.
Nell'aprile del 1982 venne nominato prelato d'onore di Sua Santità. In seguito fu direttore dei servizi sociali cattolici dal 1983 al 1988. Nell'agosto del 1988 venne nominato vicario generale e moderatore della curia dell'arcidiocesi di Filadelfia.

### Ministero episcopale
L'8 febbraio 1994 papa Giovanni Paolo II lo nominò vescovo ausiliare di Filadelfia e titolare di Paria di Proconsolare. Ricevette l'ordinazione episcopale il 14 aprile successivo nella cattedrale dei Santi Pietro e Paolo a Filadelfia dal cardinale Anthony Joseph Bevilacqua, arcivescovo metropolita di Filadelfia, co-consacranti l'arcivescovo John Patrick Foley, presidente del Pontificio consiglio delle comunicazioni sociali, e l'arcivescovo metropolita di New Orleans Francis Bible Schulte.
Il 16 dicembre 1997 lo stesso papa Giovanni Paolo II lo nominò vescovo di Allentown. Prese possesso della diocesi il 9 febbraio successivo.
Nel 2003 venne nominato membro del consiglio di fondazione dell'Università Cattolica d'America.
Nel 2004 cessò di concedere l'amministrazione dei sacramenti al National Center for Padre Pio di Barto. Precedentemente Cullen aveva espresso preoccupazione per le pratiche di raccolta fondi del Centro e gli stipendi sontuosi dei membri della famiglia che lo gestiscono. Il Centro ha presentato ricorso contro la sentenza di Cullen alla Santa Sede, che tuttavia lo ha respinto. Nel settembre del 2020, monsignor Alfred Andrew Schlert revocò il divieto.
Nel 2008 avviò una cosiddetta ristrutturazione per eliminare gran parte delle parrocchie etniche della diocesi di Allentown. Questo ridusse il numero di parrocchie da 151 a 104. Alcune delle chiese chiuse furono poi vendute.
Il 27 maggio 2009 papa Benedetto XVI accettò la sua rinuncia al governo pastorale della diocesi.
Il 14 agosto 2018 il procuratore generale della Pennsylvania Josh Shapiro pubblicò un rapporto del gran giurì sulla gestione delle accuse di abusi sessuali contro i sacerdoti in Pennsylvania. Nel rapporto si evidenziava che Cullen, in qualità di vescovo di Allentown, incaricò il suo vicario generale, allora monsignor Alfred Andrew Schlert, di agire come un "facilitatore" durante la gestione delle accuse di abuso. Shapiro afferò che Schlert e altre persone ottennero promozioni da Cullen per il loro lavoro nel gestire le accuse. Quando fu pubblicato il rapporto del gran giurì, mancavano molti documenti sugli abusi sessuali nella diocesi. Il documento del gran giurì coinvolgeva sei diocesi della Pennsylvania e affermava che "riteniamo che il numero reale - di bambini i cui documenti sono stati persi o che avevano paura di farsi avanti - sia di migliaia".
Morì al Lehigh Valley Hospital Center - Cedar Crest di Allentown il 9 maggio 2023 all'età di 90 anni. Le esequie si tennero il 19 maggio alle ore 11 nella cattedrale di Santa Caterina da Siena ad Allentown e furono presiedute da monsignor Nelson Jesus Perez, arcivescovo metropolita di Filadelfia. L'omelia venne pronunciata da monsignor Alfred Andrew Schlert, vescovo di Allentown. Al termine del rito la salma venne tumulata nella cripta dei vescovi del Resurrection Cemetery di Allentown.

## Genealogia episcopale
La genealogia episcopale è:
- Cardinale Scipione Rebiba
- Cardinale Giulio Antonio Santori
- Cardinale Girolamo Bernerio, O.P.
- Arcivescovo Galeazzo Sanvitale
- Cardinale Ludovico Ludovisi
- Cardinale Luigi Caetani
- Cardinale Ulderico Carpegna
- Cardinale Paluzzo Paluzzi Altieri degli Albertoni
- Papa Benedetto XIII
- Papa Benedetto XIV
- Cardinale Enrico Enriquez
- Arcivescovo Manuel Quintano Bonifaz
- Cardinale Buenaventura Córdoba Espinosa de la Cerda
- Cardinale Giuseppe Maria Doria Pamphilj
- Papa Pio VIII
- Papa Pio IX
- Cardinale Alessandro Franchi
- Cardinale Giovanni Simeoni
- Cardinale Antonio Agliardi
- Cardinale Basilio Pompilj
- Cardinale Adeodato Piazza, O.C.D.
- Cardinale Luigi Raimondi
- Vescovo Francis John Mugavero
- Cardinale Anthony Joseph Bevilacqua
- Vescovo Edward Peter Cullen